# Vasskullspindel
Vasskullspindel (Hypomma bituberculatum) är en spindelart som först beskrevs av Karl Friedrich Wider 1834.  Vasskullspindel ingår i släktet Hypomma och familjen täckvävarspindlar. Arten är reproducerande i Sverige. Inga underarter finns listade i Catalogue of Life.